# Monroe (Oregon)
Monroe – miasto w Stanach Zjednoczonych, w stanie Oregon, w hrabstwie Benton.